# Donje Romanovce
Donje Romanovce (izvirno srbsko Доње Романовце) je naselje v Srbiji, ki upravno spada pod Občino Surdulica; slednja pa je del Pčinjskega upravnega okraja.

## Demografija
V naselju živi 402 polnoletnih prebivalcev, pri čemer je njihova povprečna starost 38,4 let (36,6 pri moških in 40,2 pri ženskah). Naselje ima 148 gospodinjstev, pri čemer je povprečno število članov na gospodinjstvo 3,44.
To naselje je, glede na rezultate popisa iz leta 2002, večinoma srbsko, a v času zadnjih 3 popisov je opazen porast števila prebivalcev.
|  |

| Demografija | Demografija     | Demografija     |
| Leto        | Št. prebivalcev | Št. prebivalcev |
| ----------- | --------------- | --------------- |
|             |                 |                 |
|             |                 |                 |
|             |                 |                 |
|             |                 |                 |
| 1948        | 349             |                 |
| 1953        | 429             |                 |
| 1961        | 337             |                 |
| 1971        | 357             |                 |
| 1981        | 399             |                 |
| 1991        | 418             | 417             |
| 2002        | 510             | 509             |
|             |                 |                 |

| Etnična sestava po popisu iz leta 2002 | Etnična sestava po popisu iz leta 2002 | Etnična sestava po popisu iz leta 2002 | Etnična sestava po popisu iz leta 2002 | Etnična sestava po popisu iz leta 2002 |
| -------------------------------------- | -------------------------------------- | -------------------------------------- | -------------------------------------- | -------------------------------------- |
| Srbi                                   | Srbi                                   |                                        | 506                                    | 99,41%                                 |
| Madžari                                | Madžari                                |                                        | 1                                      | 0,19%                                  |
| Makedonci                              | Makedonci                              |                                        | 1                                      | 0,19%                                  |
| Neznano                                | Neznano                                |                                        | 1                                      | 0,19%                                  |